# Pasarón de la Vera
Pasarón de la Vera és un municipi de la província de Càceres, a la comunitat autònoma d'Extremadura (Espanya).

## Situació
Pasarón de la Vera es troba a la comarca de La Vera. Té una extensió de 38 m², està a una alçada de 602 m, i té 702 habitants.
Es troba a la falda de la Serra de Tormantos, en la part més occidental de la Serra de Gredos. Integra, juntament amb altres pobles de similars característiques, la zona anomenada La Vera formada per municipis que se situen entre el vessant sud de la Serra de Gredos i el llit del riu Tiétar.
Gràcies a la seua extraordinària ubicació, protegida dels vents del nord i per les serres de Gredos i Tormantos, i custodiada en els seus flancs per dues muntanyes, regada per l'aigua que baixa per la seua vall des de "la desesperada" i banyada pel sol de migdia, no és estrany que per molt diferents que foren les seues cultures i religions, moltes civilitzacions es van assentar en els seus vessants.

## Demografia
En esta tabla es recull l'evolució demogràfica de Pasarón de la Vera entre 1996 i 2006 a partir de les dades de l'Institut Nacional d'Estadística.
| 730 | 714 | 719 | 701 | 700 | 711 | 708 | 698 | 689 | 691 | 702 |

## Història
Sembla que el nom de Pasarón prové dels repobladors asturians i lleonesos que després de la reconquesta, van repoblar el poble, el van anomenar en asturià, "Paxarón" (ocell gran). Naix així l'actual Pasarón de la Vera després de construir-se en temps de la reconquesta sobre ruïnes d'antigues civilitzacions preexistents.
Pertanyia a Plasència fins a 1331, es convertix en vila de senyoriu per concessió d'Alfons XI a l'infant Alons de la Cerda. Més tard, al segle xvi, passaria a ser propietat de García-Fernández Manrique de Lara, comte d'Ara, primer propietari del palau que porta el seu nom. La seua amistat amb Carles V va portar a assistir a la seua coronació a Itàlia, d'on no només es va portar l'estil renaixentista que definix les línies del seu palau, sinó que a més va encarregar a artistes d'aquell país, molts dels brancals i llindes que hui es poden admirar en està construcció monumental.

## Conjunt històric i Artístic
Pasarón de la Vera està declarat Bé d'Interés Cultural (BIC), amb la categoria de monument historicoartístic, pel seu valor arquitectònic.
Entre els seus edificis més significatius destaquen, entre altres: 
- l'església del Salvador, del segle XV
- l'ermita de La Blanca, del segle XV
- el Palau dels Manrique de Lara, del segle xvi
- la Casa de Don Luis Prieto, del segle xviii
- l'ermita del Crist de la Misericòrdia
- l'ermita de San Blas
- l'ermita de la Immaculada

Encara que la seua major riquesa és el conjunt sencer i els seus estrets carrerons de distribució i arquitectura típicament verata.
També destaca el seu entorn natural, amb els seus boscos de roures i castanyers, hortes d'oliveres, figueres i sobretot, cirerers.